# Discothyrea antarctica
Discothyrea antarctica är en myrart som beskrevs av Carlo Emery 1895. Discothyrea antarctica ingår i släktet Discothyrea och familjen myror. Inga underarter finns listade i Catalogue of Life.

## Bildgalleri

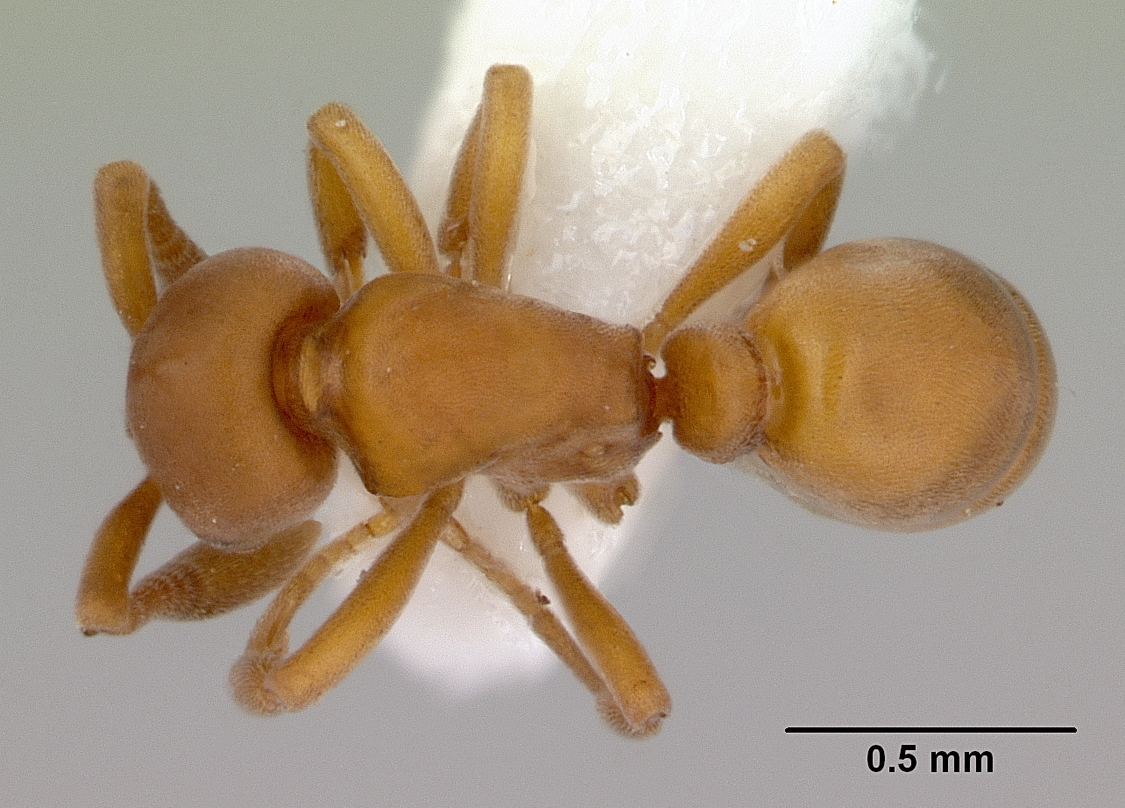
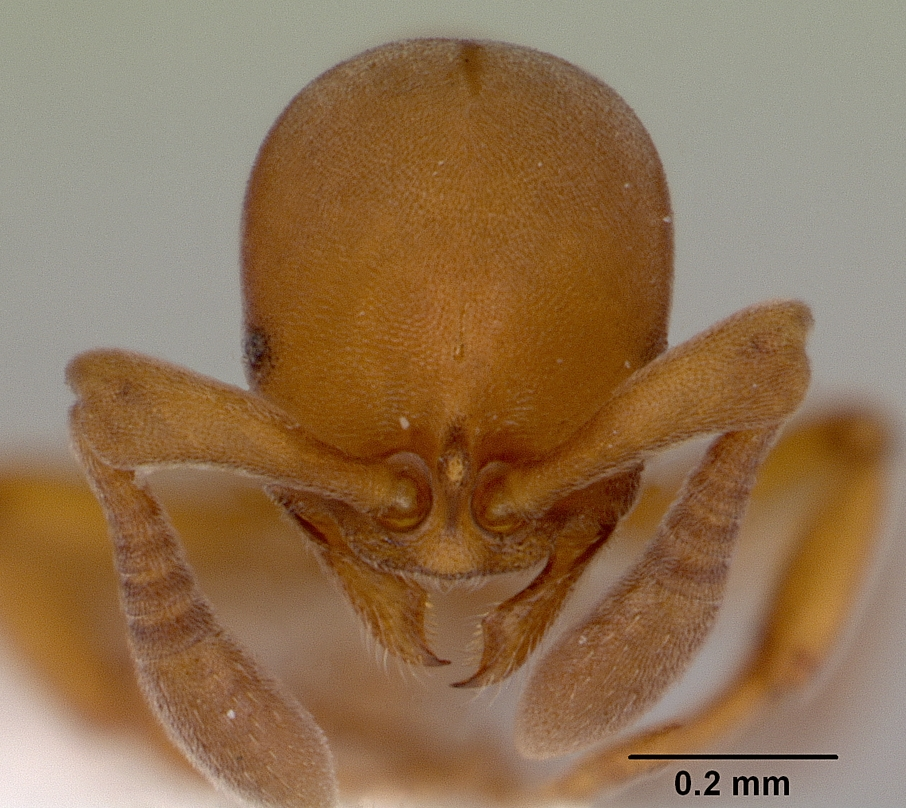
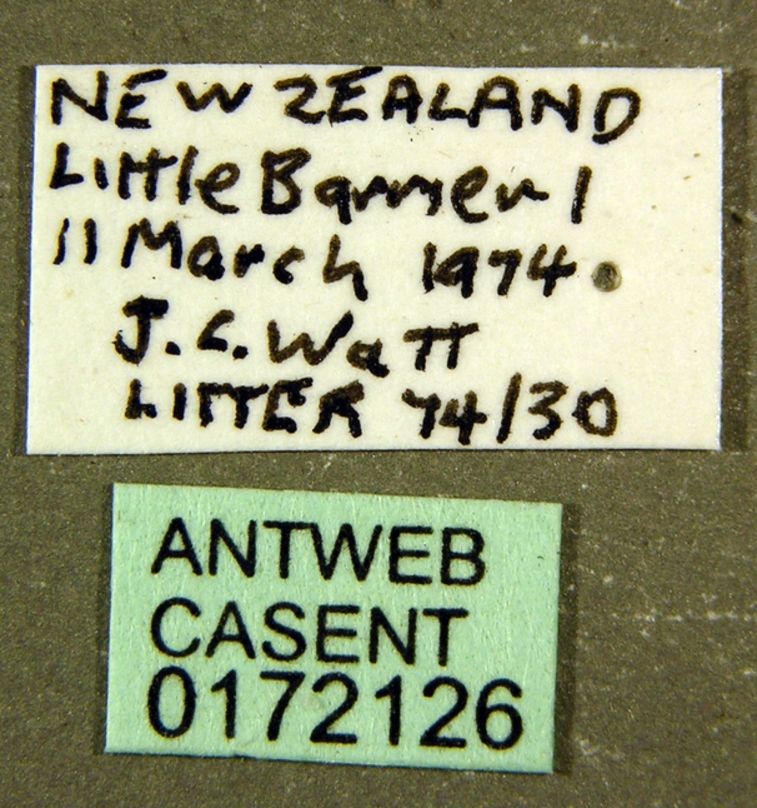